# Consejo Asesor para la Igualdad entre Hombres y Mujeres del G7
El Consejo Asesor para la Igualdad entre Hombres y Mujeres del G7, también conocido como Consejo Consultivo para Igualdad entre Hombres y Mujeres del G7, fue creado en 2018 durante la presidencia del G-7 por parte del primer ministro canadiense Justin Trudeau para promover la igualdad de género como uno de los ejes prioritarios de trabajo del G7 que ya estaban trabajando otros ejes como desarrollo económico, comercio o tecnología. Francia asumió la presidencia del G7 en 2019 y el presidente Emmanuel Macron decidió dar continuidad al Consejo renovando y ampliando su membresía a 35 miembros y su mandato. Las prioridades del Consejo Asesor son la lucha contra todo tipo de violencia, el acceso de niñas y mujeres a la educación y la emancipación económica de las mujeres. Para ello ha pedido a los líderes del G7 y otros países que se comprometan a través de la Asociación Biarritz para la Igualdad de Género a adoptar e implementar marcos legislativos progresivos para la igualdad de género, basándose en sus recomendaciones.

## Composición
El Consejo de 2019 está copresidido por los premios Nobel Nadia Murad y Denis Mukwege y está compuesto por treinta y cinco miembros, incluidos representantes de ONG internacionales y francesas, organizaciones internacionales y empresas privadas, representantes gubernamentales, periodistas y artistas.
Miembros del Consejo: Alice Albright (Estados Unidos), Lisa Azuelos (Francia), Bochra Belhaj Hmida (Túnez), Assia Benziane (Francia), Wided Bouchamaoui (Túnez), Marie Cervetti (Francia), Mercedes Erra (Francia), Caroline Fourest (Francia), Gargee Ghosh (Estados Unidos), Brigitte Grésy (Francia), Yoko Hayashi (Japón), Isabelle Hudon (Canadá), Muriel Ighmouracene (Francia), Katja Iversen (Dinamarca), Rula Jebreal (Italia, Israel, Palestina), Aranya Johar (India), Michael Kaufman (Canadá), Melanie Kreis (Alemania), Aïssata Lam (Mauritania), Jamie Mc Court (Estados Unidos), Phumzile Mlambo-Ngcuka (Sudáfrica), Virginia Morgon (Francia), Vanessa Moungar (Francia - Chad), Denis Mukwege (Congo), Nadia Murad (Irak), Irene Natividad (Filipinas), Alexandra Palt (Francia), Natalia Ponce de León (Colombia), Kareen Rispal (Francia), Inna Shevchenko (Ucrania), Nasrin Sotouderh (Irán), Grégoire Thery (France), Emma Watson (Reino Unido), Angélique Kidjo (Benín) y Devi Leiper O'Malley (Camboya-Estados Unidos).

## Sesiones de trabajo
En 2018 el Consejo Asesor para la Igualdad de Género de la Presidencia de G7 de Canadá se reunió en varias ocasiones presentando finalmente un informe durante la Cumbre del G7.
En febrero de 2019 el Consejo Asesor se reunió en París. En el encuentro participaron destacadas figuras del combate feminista, como la actriz británica Emma Watson, embajadora de la ONU para las mujeres, o el congoleño Denis Mukwege y la iraquí Nadia Murad, ambos Premio Nobel de la Paz. Tras la reunión Francia anunció la creación de un fondo dotado con 120 millones de euros para ayudar a movimientos en defensa de los derechos de las mujeres en todo el mundo y a ONG movilizadas en favor de la igualdad. 
El 9 y 10 de mayo se reunieron en París responsables ministeriales de igualdad de género de los países del G7 para preparar la cumbre de agosto de 2019. Al término de la reunión presentaron una declaración sobre igualdad de género.
El 20 de agosto de 2019 el Consejo Asesor entregó al Presidente Macron un paquete de 79 recomendaciones para avanzar en la igualdad de género y empoderamiento de las mujeres en el mundo. Entre los miembros de la comisión figura Katja Iversen, presidenta ejecutiva de la organización internacional Women Deliver que ya formó parte del Consejo Asesor creado en Canadá en 2018.